# 500 Miglia di Indianapolis 2021
La 500 Miglia di Indianapolis del 2021, giunta alla sua 105ª edizione, si è disputata il 30 maggio 2021 sull'ovale dell'Indianapolis Motor Speedway. È stata anche la sesta tappa della IndyCar Series 2021 ed è stata vinta dal brasiliano Hélio Castroneves a bordo della Dallara-Honda del team Meyer Shank Racing.
Per Castroneves è stata la quarta vittoria nella 500 Miglia, record assoluto a pari merito con A. J. Foyt, Al Unser Sr. e Rick Mears.

## Squadre e piloti
| Numero auto | Pilota               | Team                                                                 | Costruttore |
| ----------- | -------------------- | -------------------------------------------------------------------- | ----------- |
| 1           | J. R. Hildebrand     | A. J. Foyt Enterprises                                               | Chevrolet   |
| 2           | Josef Newgarden      | Team Penske                                                          | Chevrolet   |
| 3           | Scott McLaughlin R   | Team Penske                                                          | Chevrolet   |
| 4           | Dalton Kellett       | A. J. Foyt Enterprises                                               | Chevrolet   |
| 5           | Patricio O'Ward      | Arrow McLaren SP                                                     | Chevrolet   |
| 06          | Hélio Castroneves W  | Meyer Shank Racing                                                   | Honda       |
| 7           | Felix Rosenqvist     | Arrow McLaren SP                                                     | Chevrolet   |
| 8           | Marcus Ericsson      | Chip Ganassi Racing                                                  | Honda       |
| 9           | Scott Dixon W        | Chip Ganassi Racing                                                  | Honda       |
| 10          | Álex Palou           | Chip Ganassi Racing                                                  | Honda       |
| 11          | Charlie Kimball      | A. J. Foyt Enterprises                                               | Chevrolet   |
| 12          | Will Power W         | Team Penske                                                          | Chevrolet   |
| 14          | Sébastien Bourdais   | A. J. Foyt Enterprises                                               | Chevrolet   |
| 15          | Graham Rahal         | Rahal Letterman Lanigan Racing                                       | Honda       |
| 16          | Simona de Silvestro  | Paretta Autosport                                                    | Chevrolet   |
| 18          | Ed Jones             | Dale Coyne Racing con Vasser-Sullivan                                | Honda       |
| 20          | Ed Carpenter         | Ed Carpenter Racing                                                  | Chevrolet   |
| 21          | Rinus VeeKay         | Ed Carpenter Racing                                                  | Chevrolet   |
| 22          | Simon Pagenaud W     | Team Penske                                                          | Chevrolet   |
| 24          | Sage Karam           | Dreyer & Reinbold Racing                                             | Chevrolet   |
| 25          | Stefan Wilson        | Andretti Autosport                                                   | Honda       |
| 26          | Colton Herta         | Andretti Autosport w/ Curb-Agajanian                                 | Honda       |
| 27          | Alexander Rossi W    | Andretti Autosport                                                   | Honda       |
| 28          | Ryan Hunter-Reay W   | Andretti Autosport                                                   | Honda       |
| 29          | James Hinchcliffe    | Andretti Steinbrenner Autosport                                      | Honda       |
| 30          | Takuma Sato W        | Rahal Letterman Lanigan Racing                                       | Honda       |
| 45          | Santino Ferrucci     | Rahal Letterman Lanigan Racing                                       | Honda       |
| 47          | Conor Daly           | Ed Carpenter Racing                                                  | Chevrolet   |
| 48          | Tony Kanaan W        | Chip Ganassi Racing                                                  | Honda       |
| 51          | Pietro Fittipaldi R  | Dale Coyne Racing con Rick Ware Racing                               | Honda       |
| 59          | Max Chilton          | Carlin                                                               | Chevrolet   |
| 60          | Jack Harvey          | Meyer Shank Racing                                                   | Honda       |
| 75          | R. C. Enerson R      | Top Gun Racing                                                       | Chevrolet   |
| 86          | Juan Pablo Montoya W | Arrow McLaren SP                                                     | Chevrolet   |
| 98          | Marco Andretti       | Andretti Herta-Haupert Autosport con Marco Andretti & Curb-Agajanian | Honda       |

- W  Vincitore in passato della 500 Miglia di Indianapolis
- R  Debuttante alla 500 Miglia di Indianapolis

## Griglia di partenza
| Fila | Interno | Interno             | Centro | Centro              | Esterno | Esterno              |
| ---- | ------- | ------------------- | ------ | ------------------- | ------- | -------------------- |
| 1    | 9       | Scott Dixon W       | 26     | Colton Herta        | 21      | Rinus VeeKay         |
| 2    | 20      | Ed Carpenter        | 48     | Tony Kanaan W       | 10      | Álex Palou           |
| 3    | 28      | Ryan Hunter-Reay W  | 06     | Hélio Castroneves W | 8       | Marcus Ericsson      |
| 4    | 27      | Alexander Rossi W   | 18     | Ed Jones            | 5       | Patricio O'Ward      |
| 5    | 51      | Pietro Fittipaldi R | 7      | Felix Rosenqvist    | 30      | Takuma Sato W        |
| 6    | 29      | James Hinchcliffe   | 3      | Scott McLaughlin R  | 15      | Graham Rahal         |
| 7    | 47      | Conor Daly          | 60     | Jack Harvey         | 2       | Josef Newgarden      |
| 8    | 1       | J. R. Hildebrand    | 45     | Santino Ferrucci    | 86      | Juan Pablo Montoya W |
| 9    | 98      | Marco Andretti      | 22     | Simon Pagenaud W    | 14      | Sébastien Bourdais   |
| 10   | 25      | Stefan Wilson       | 59     | Max Chilton         | 4       | Dalton Kellett       |
| 11   | 24      | Sage Karam          | 12     | Will Power W        | 16      | Simona de Silvestro  |

Non qualificati
| Nº | Pilota          | Scuderia               |
| -- | --------------- | ---------------------- |
| 11 | Charlie Kimball | A. J. Foyt Enterprises |
| 75 | R. C. Enerson R | Top Gun Racing         |

 R  = Debuttante alla 500 Miglia di Indianapolis
 W  = Vincitore in passato della 500 Miglia di Indianapolis

## Gara

### Resoconto

#### Prima metà

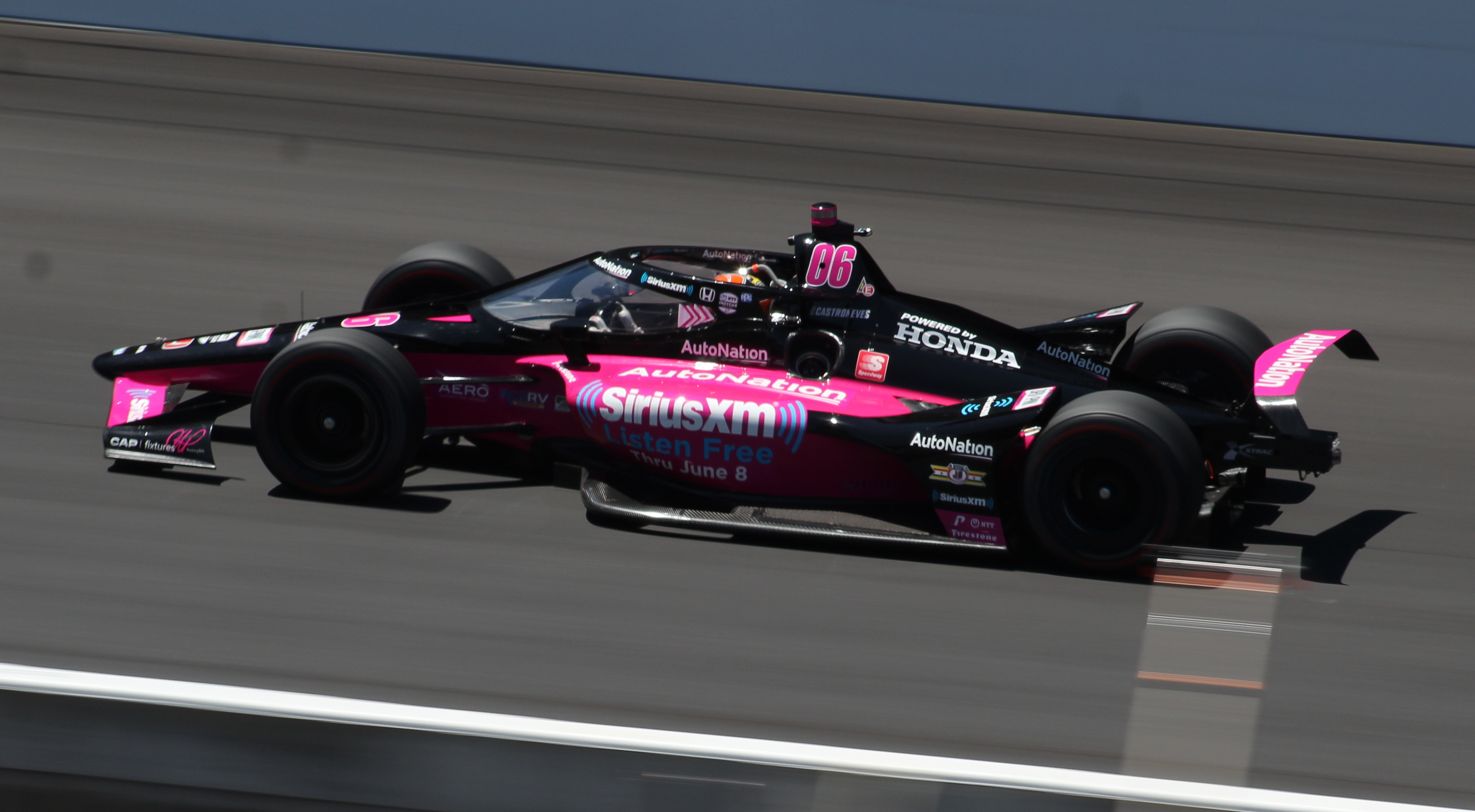
Hélio Castroneves

I compagni di squadra della Ed Carpenter Racing Conor Daly e Rinus VeeKay hanno dominato la prima metà della gara. La gara è iniziata con Scott Dixon al comando, ma alla fine del primo giro Colton Herta lo aveva superato. Al secondo giro, VeeKay è passato al comando e lo ha mantenuto per 29 giri. Le vetture di testa sono rimaste più o meno nello stesso ordine fino a quando la prima serie di pit stop è iniziata intorno al 31º giro. Ed Carpenter ha perso molto tempo quando la sua macchina è caduta dai suoi air-jack e poi si è fermata, lasciandolo cadere nell'ordine della classifica. Nel mezzo di questa sequenza di pit stop, Stefan Wilson ha perso il controllo della sua vettura entrando nella corsia dei box, innescando il primo periodo di caution della gara. La tempistica della caution ha indotto diversi partecipanti a fare rifornimenti di emergenza. I più colpiti sono stati i favoriti pre-gara Dixon e Alexander Rossi, che hanno entrambi finito il carburante entrando nella corsia dei box. Di conseguenza, entrambi i piloti hanno perso un giro cercando di far ripartire le vetture. A causa del numero di auto che hanno subito sanzioni per essersi fermate per il rifornimento di emergenza, il periodo di caution è durato 11 giri mentre i funzionari di IndyCar determinavano l'ordine di gara.
La corsa è ripresa al giro 46, con Herta, VeeKay e Daly ai primi tre posti. Dopo alcuni giri, VeeKay è passato brevemente al comando prima di essere superato dal suo compagno di squadra Daly. Hélio Castroneves intanto era quarto. La successiva serie di pit stop è iniziata all'incirca al 68º giro, senza episodi di rilievo. Daly e VeeKay hanno mantenuto le loro posizioni di testa, mentre Patricio O'Ward è passato al terzo posto. Una sosta più lenta ha portato Castroneves al settimo posto. A metà gara, l'ordine era Daly, VeeKay, O'Ward, Ryan Hunter-Reay e Herta.

#### Seconda metà

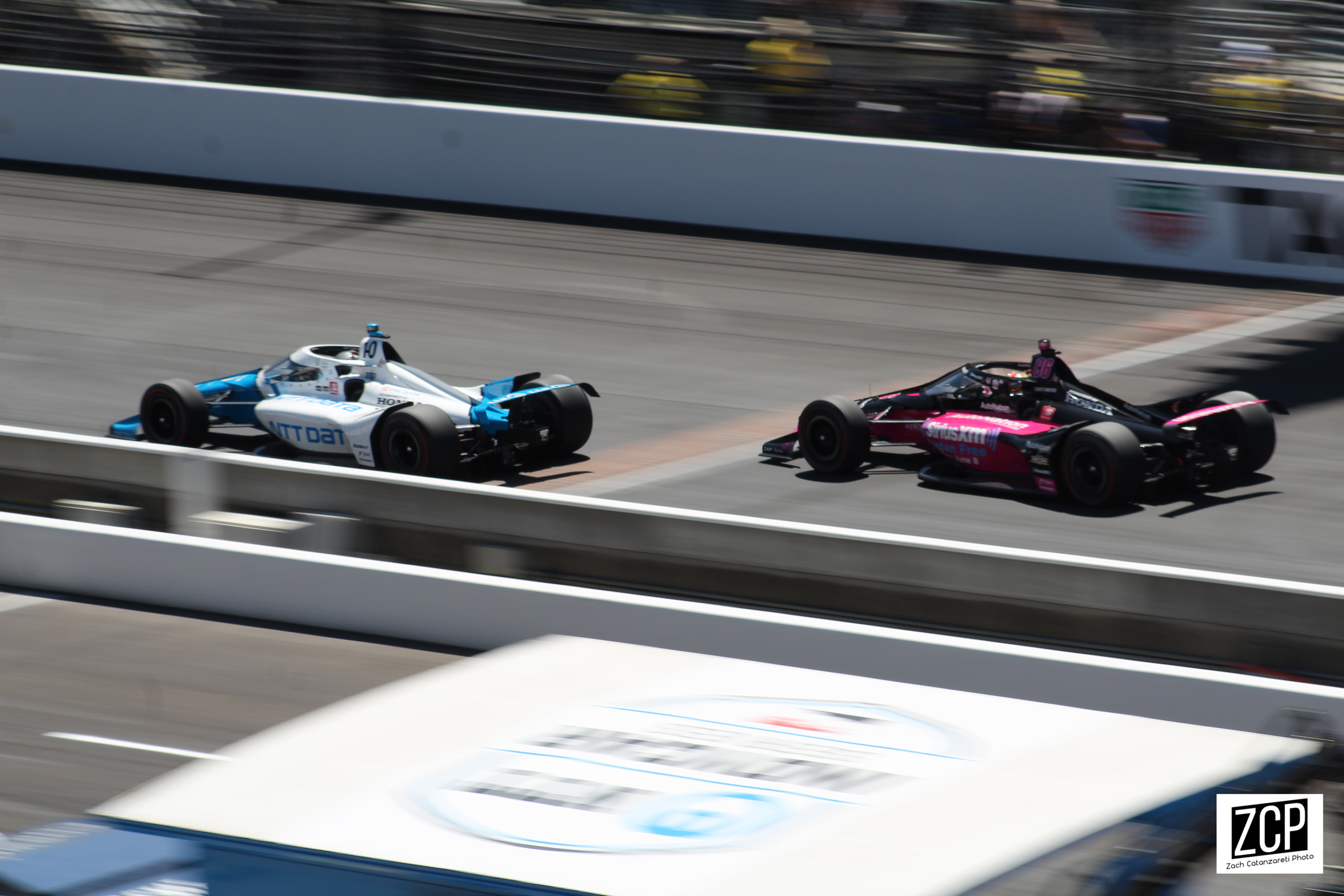
Palou e Castroneves durante la corsa

Un altro giro di pit stop è arrivato intorno al giro 103. Strategie di carburante diverse hanno fatto sì che diversi piloti abbiano allungato ulteriormente, arrivando fino al giro 118. Graham Rahal è rientrato ai box al giro 118 dal comando, ma è stato rilasciato senza la gomma posteriore sinistra assicurata. Quando Rahal è uscito dai box, la gomma si è staccata dall'auto e ha mandato Rahal in testacoda contro il muro della curva 2, innescando il secondo periodo di caution della gara. Mentre le auto cercavano di evitare i detriti dell'auto di Rahal, Conor Daly ha colpito la gomma persa, danneggiando l'ala anteriore. La squadra ha deciso di non riparare il danno, ma Daly non ha mai ripreso il comando per il resto della gara. Dopo un rimescolamento delle posizioni causato dai pit stop e dalla caution, Álex Palou ora era in testa, seguito da Helio Castroneves, Patricio O'Ward e Rinus VeeKay.
La corsa è ripresa al giro 125, con i primi 3 piloti che si sono scambiati il comando per diversi giri prima di tornare al loro ordine originale. Altri pit stop sono arrivati attorno al giro 144, con le vetture di testa che hanno evitato incidenti. Più indietro, Will Power è andato in testacoda cercando di rallentare per l'ingresso ai box, perdendo un giro. L'orine di classifica è rimasto Palou, Castroneves e O'Ward, con Ryan Hunter-Reay che è salito al quarto posto.
L'ultima serie di pit stop è arrivata intorno al giro 170. Castroneves è uscito inizialmente davanti a Palou, ma è stato rapidamente superato in pista. La corsa tra i primi 5 di Hunter-Reay si è conclusa dopo non essere riuscito a rallentare in tempo per l'ingresso ai box, con conseguente penalità. Più indietro, Simona de Silvestro è andata in testacoda e ha danneggiato la sua vettura entrando in pit lane, costringendola al ritiro dalla gara.

#### Finale

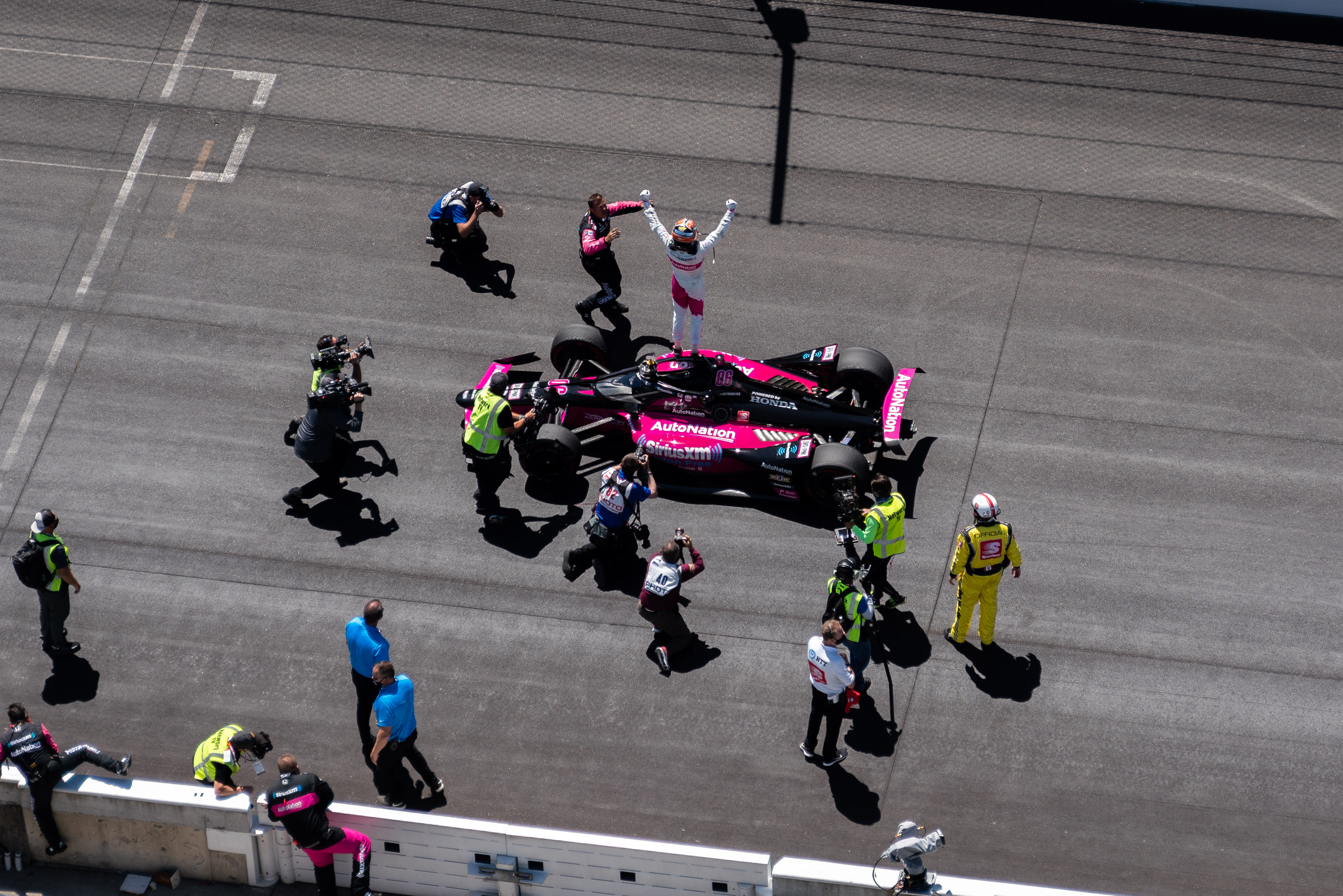
Castroneves festeggia la vittoria

Mentre i leader si erano fermati per l'ultima volta, Felix Rosenqvist e Takuma Sato sono rimasti fuori, sperando in un altro periodo di caution che avrebbe consentito loro di raggiungere la fine della gara senza fare un altro pit stop. La caution non è mai arrivata, ed entrambi i piloti sono stati costretti a rientrare ai box per il carburante dopo il giro 190. Questo ha lasciato Palou e Castroneves nelle posizioni di testa nelle fasi finali della gara. A due giri dalla fine, Castroneves ha superato Palou per prendere il comando. Nonostante abbia incontrato un grande gruppo di doppiati nell'ultimo giro, Castroneves ha tenuto a bada Palou per conquistare la vittoria.
Per Castroneves, è stata la sua quarta vittoria nella 500 Miglia di Indianapolis, eguagliando il record per il maggior numero di vittorie stabilito da A. J. Foyt, Al Unser e Rick Mears. È diventato anche il quarto pilota di età pari o superiore a 46 anni a vincere la gara. Il divario di 12 anni tra la quarta vittoria di Castroneves e la sua terza vittoria nel 2009 è il secondo divario più lungo tra due vittorie nella storia della 500 Miglia di Indianapolis, solamente dopo al divario di 15 anni di Juan Pablo Montoya tra le vittorie del 2000 e del 2015. È stata anche la prima vittoria in assoluto in una gara IndyCar per il team Meyer Shank Racing. Per la sua vittoria, Castroneves ha ricevuto $ 1.828.305 da un totale montepremi di $ 8.854.565. Palou, il secondo classificato, ha preso il comando della serie con il suo risultato. Simon Pagenaud ha ottenuto la terza posizione dopo essere risalito dalla 26ª posizione di partenza. Patricio O'Ward e Ed Carpenter hanno completato la top 5. Scott McLaughlin è stato il miglior piazzato tra i due debuttanti in gara nonostante una penalità, ottenendo il titolo di Rookie of the Year.
Con una velocità media di 306,886 km/h, la gara del 2021 ha stabilito un nuovo record per la corsa più veloce della 500 Miglia di Indianapolis, eclissando il traguardo stabilito nella gara del 2013 di oltre 5 km/h. La gara è stata notevole per la sua competitività, con 361 sorpassi effettuati, di cui 35 per il comando tra 13 piloti diversi. La gara ha stabilito un ulteriore un record per il maggior numero di concorrenti ancora in corsa al traguardo, con 30 dei 33 partenti iniziali ancora in gara.

### Risultati
| Pos.                | Nº | Pilota               | Scuderia                                                            | Motore    | Giri | Tempo/Ritirato | Pit Stop | Griglia | Giri in testa | Pti |
| ------------------- | -- | -------------------- | ------------------------------------------------------------------- | --------- | ---- | -------------- | -------- | ------- | ------------- | --- |
| 1                   | 06 | Hélio Castroneves W  | Meyer Shank Racing                                                  | Honda     | 200  | 2:37:19.3846   | 5        | 8       | 20            | 103 |
| 2                   | 10 | Álex Palou           | Chip Ganassi Racing                                                 | Honda     | 200  | +0.4928        | 5        | 6       | 35            | 85  |
| 3                   | 22 | Simon Pagenaud W     | Team Penske                                                         | Chevrolet | 200  | +0.5626        | 6        | 26      | 3             | 71  |
| 4                   | 5  | Patricio O'Ward      | Arrow McLaren SP                                                    | Chevrolet | 200  | +0.9409        | 5        | 12      | 17            | 65  |
| 5                   | 20 | Ed Carpenter         | Ed Carpenter Racing                                                 | Chevrolet | 200  | +1.2424        | 5        | 4       |               | 66  |
| 6                   | 45 | Santino Ferrucci     | Rahal Letterman Lanigan Racing                                      | Honda     | 200  | +9.0876        | 6        | 23      | 2             | 57  |
| 7                   | 24 | Sage Karam           | Dreyer & Reinbold Racing                                            | Chevrolet | 200  | +13.4359       | 5        | 31      | 2             | 53  |
| 8                   | 21 | Rinus VeeKay         | Ed Carpenter Racing                                                 | Chevrolet | 200  | +14.2415       | 5        | 3       | 32            | 56  |
| 9                   | 86 | Juan Pablo Montoya W | Arrow McLaren SP                                                    | Chevrolet | 200  | +14.8808       | 5        | 24      |               | 44  |
| 10                  | 48 | Tony Kanaan W        | Chip Ganassi Racing                                                 | Honda     | 200  | +15.4428       | 7        | 5       |               | 45  |
| 11                  | 8  | Marcus Ericsson      | Chip Ganassi Racing                                                 | Honda     | 200  | +16.5166       | 6        | 9       |               | 39  |
| 12                  | 2  | Josef Newgarden      | Team Penske                                                         | Chevrolet | 200  | +22.3045       | 5        | 21      |               | 36  |
| 13                  | 47 | Conor Daly           | Ed Carpenter Racing                                                 | Chevrolet | 200  | +22.6921       | 5        | 19      | 40            | 37  |
| 14                  | 30 | Takuma Sato W        | Rahal Letterman Lanigan Racing                                      | Honda     | 200  | +23.2955       | 5        | 15      | 7             | 33  |
| 15                  | 1  | J. R. Hildebrand     | A. J. Foyt Enterprises                                              | Chevrolet | 200  | +23.5277       | 7        | 22      |               | 30  |
| 16                  | 26 | Colton Herta         | Andretti Autosport                                                  | Honda     | 200  | +28.8029       | 5        | 2       | 13            | 37  |
| 17                  | 9  | Scott Dixon W        | Chip Ganassi Racing                                                 | Honda     | 200  | +38.6410       | 6        | 1       | 7             | 36  |
| 18                  | 60 | Jack Harvey          | Meyer Shank Racing                                                  | Honda     | 200  | +40.1572       | 6        | 20      |               | 24  |
| 19                  | 98 | Marco Andretti       | Andretti Herta-Haupert Autosport w/ Marco Andretti & Curb-Agajanian | Honda     | 200  | +40.3591       | 6        | 25      |               | 22  |
| 20                  | 3  | Scott McLaughlin R   | Team Penske                                                         | Chevrolet | 200  | +40.8337       | 8        | 17      |               | 20  |
| 21                  | 29 | James Hinchcliffe    | Andretti Steinbrenner Autosport                                     | Honda     | 200  | +40.8464       | 5        | 16      |               | 18  |
| 22                  | 28 | Ryan Hunter-Reay W   | Andretti Autosport                                                  | Honda     | 200  | +41.5762       | 6        | 7       |               | 19  |
| 23                  | 4  | Dalton Kellett       | A. J. Foyt Enterprises                                              | Chevrolet | 199  | +1 giro        | 6        | 30      |               | 14  |
| 24                  | 59 | Max Chilton          | Carlin                                                              | Chevrolet | 199  | +1 giro        | 8        | 29      |               | 12  |
| 25                  | 51 | Pietro Fittipaldi R  | Dale Coyne Racing w/ Rick Ware Racing                               | Honda     | 199  | +1 giro        | 6        | 13      |               | 10  |
| 26                  | 14 | Sébastien Bourdais   | A. J. Foyt Enterprises                                              | Chevrolet | 199  | +1 giro        | 6        | 27      |               | 10  |
| 27                  | 7  | Felix Rosenqvist     | Arrow McLaren SP                                                    | Chevrolet | 199  | +1 giro        | 8        | 14      | 14            | 11  |
| 28                  | 18 | Ed Jones             | Dale Coyne Racing w/ Vasser-Sullivan                                | Honda     | 199  | +1 giro        | 6        | 11      |               | 10  |
| 29                  | 27 | Alexander Rossi W    | Andretti Autosport                                                  | Honda     | 198  | +2 giri        | 10       | 10      |               | 10  |
| 30                  | 12 | Will Power W         | Team Penske                                                         | Chevrolet | 197  | +3 giri        | 6        | 32      |               | 10  |
| 31                  | 16 | Simona de Silvestro  | Paretta Autosport                                                   | Chevrolet | 169  | Contatto       | 4        | 33      |               | 10  |
| 32                  | 15 | Graham Rahal         | Rahal Letterman Lanigan Racing                                      | Honda     | 118  | Contatto       | 3        | 18      | 8             | 11  |
| 33                  | 25 | Stefan Wilson        | Andretti Autosport                                                  | Honda     | 32   | Contatto       | 1        | 28      |               | 10  |
| RISULTATI UFFICIALI |    |                      |                                                                     |           |      |                |          |         |               |     |